# الجربتين (يريم)

تعديل مصدري - تعديل

الجربتين هي إحدى قرى عزلة بني مسلم بمديرية يريم التابعة لمحافظة إب، بلغ تعداد سكانها 219 نسمة حسب تعداد اليمن لعام 2004.